# Společné prohlášení papeže Františka a patriarchy Kirilla
Společné prohlášení papeže Františka a patriarchy Kirilla, známé také jako Havanská deklarace, bylo vydáno po prvním setkání v únoru 2016 mezi papežem Františkem, který je jako římský biskup pontifikem katolické církve, a moskevským patriarchou Kirillem, patriarchou Moskvy a celé Rusi, patriarchou Ruské pravoslavné církve (RPC), největší z východních pravoslavných církví. Bylo to poprvé, co se představitelé katolické církve a moskevského patriarchátu setkali. Setkání bylo sice vnímáno také jako symbolický moment v dějinách vztahů mezi katolickou církví a pravoslavnými církvemi jako společenstvím, které se rozdělilo ve velkém schizmatu v roce 1054, tedy několik století před konstituováním moskevského patriarchátu, neočekávalo se však, že by vedlo k jejich okamžitému sblížení.
Třicetibodové prohlášení obsahuje společnou výzvu obou církevních primasů k ukončení pronásledování křesťanů na Blízkém východě a válek v regionu a vyjadřuje naději, že setkání by mohlo přispět k obnovení jednoty křesťanů mezi oběma církvemi. V prohlášení je zmíněna řada dalších otázek, včetně ateismu, sekularismu, kapitalismu, konzumerismu, ekonomické a sociální nerovnosti, migrantů a uprchlíků, významu heterosexuálního manželství a rodiny a problémů týkajících se potratů a eutanazie.
Podle veřejných prohlášení vedení RPC učiněných před a po havanském setkání dokument sice zdůrazňuje, že obě církve sdílejí tradici prvního tisíciletí křesťanství, ale diskuse během setkání se nepokusila napravit žádné z přetrvávajících doktrinálních a církevních rozdílů mezi oběma církvemi. Deklarace však obsahuje prohlášení o východních katolických církvích v souladu s Balamandskou deklarací a také o konfliktu na Ukrajině. Ukrajinská řeckokatolická církev vyjádřila zklamání a Ukrajinská pravoslavná církev Kyjevského patriarchátu ji kritizovala.

## Pozadí
Hlavní článek: Velké schizma
Velké schizma v roce 1054 rozdělilo křesťanství na řecký Východ a latinský Západ. V následujících staletích se objevily pokusy o zacelení rozkolu, například na druhém lyonském koncilu v roce 1274 a florentském koncilu v roce 1439, které však selhaly. Mezi novější pokusy o sblížení obou církví patřilo společné katolicko-pravoslavné prohlášení z roku 1965, které následovalo po setkání papeže Pavla VI. s konstantinopolským ekumenickým patriarchou Athenagorem I. v Jeruzalémě v roce 1964. Po tomto setkání a prohlášení se uskutečnila řada setkání, návštěv a symbolických akcí za účasti katolických a pravoslavných představitelů (včetně návštěv papeže Jana Pavla II. a zejména několika papežů s konstantinopolským Bartolomějem I.), nikdy však nedošlo k setkání papeže s představitelem ruské pravoslavné církve. Poprvé papež navštívil převážně východní pravoslavnou zemi v roce 1999, kdy papež Jan Pavel II. navštívil Rumunsko. Od roku 1980 se konala pravidelná plenární zasedání Smíšené mezinárodní komise pro teologický dialog mezi katolickou a pravoslavnou církví, v jejímž čele stála konstantinopolská církev.

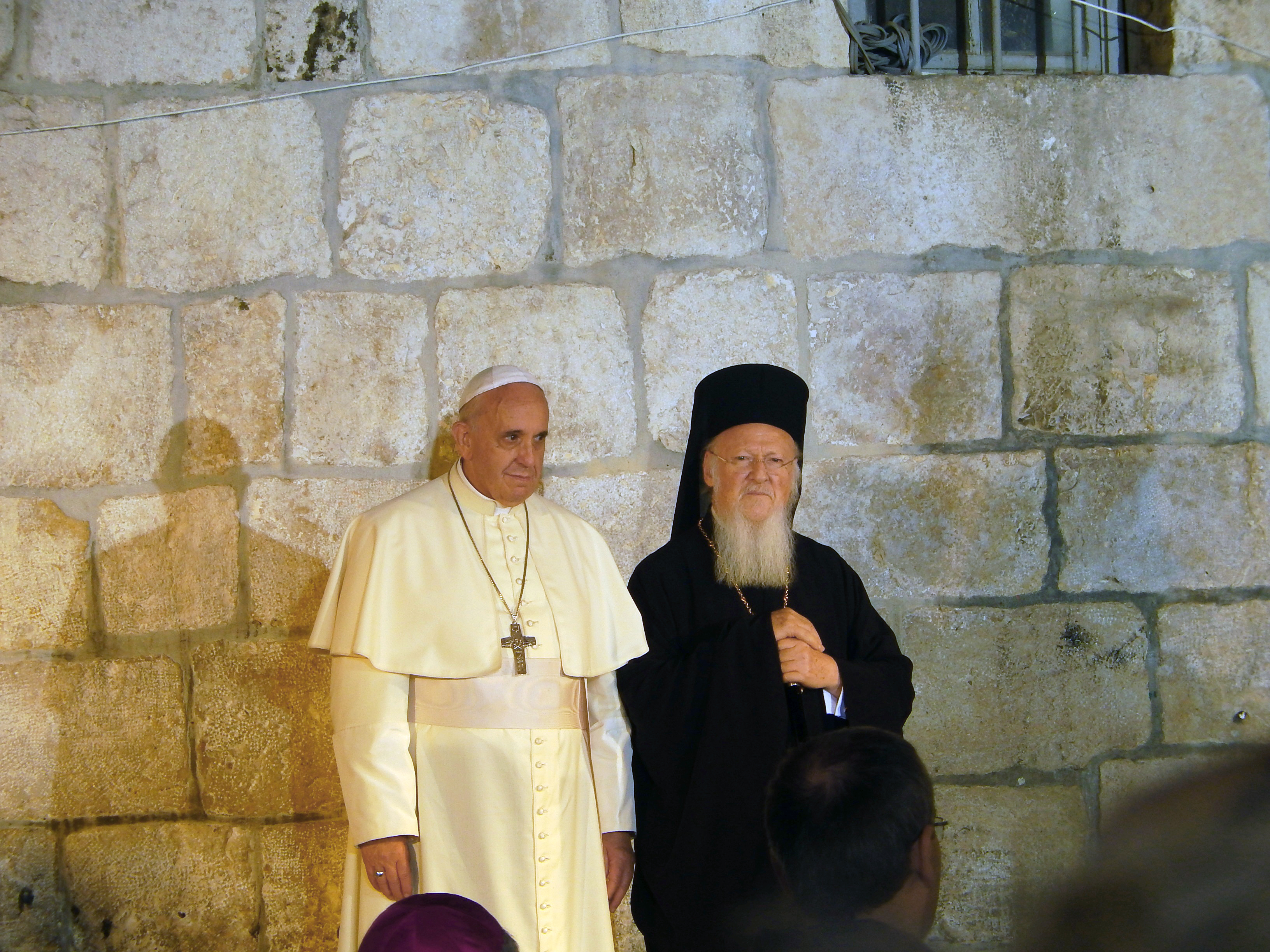
Papež František a patriarcha Bartoloměj v Chrámu Božího hrobu v Jeruzalémě v roce 2014

V rámci společenství autokefálních (administrativně nezávislých) místních (národních) pravoslavných církví je ekumenický konstantinopolský patriarcha se sídlem v současném tureckém Istanbulu uznáván jako biskup, který má status primus inter pares, i když nemá přímé správní pravomoci nad ostatními pravoslavnými církvemi. Ruská pravoslavná církev (Moskevský patriarchát), která se stala autokefální koncem 16. století, je považována za největší denominaci místních pravoslavných církví; má úzké vazby na ruský stát, a proto setkání svého patriarchy s papežem přikládá geopolitický význam. Decentralizovaný charakter pravoslaví způsobil, že taková setkání nemohla mít přímý význam pro celopravoslavné otázky. Dva týdny předtím se představitelé pravoslavných církví včetně Kirilla sešli ve švýcarském Chambésy, aby provedli poslední přípravy na historický Velký a svatý sněm pravoslavné církve, přeložený na červen 2016.
Podle ŘKC zahájila bilaterální dialog s katolickou církví v roce 1967 a ŘKC zahájila teologický dialog s katolickou církví v roce 1979. Již dříve byly učiněny pokusy o setkání papeže a ruského patriarchy, ale tyto pokusy ztroskotaly. Napětí mezi církvemi vzrostlo po pádu komunismu, když se církve „daly dohromady“. V devadesátých letech probíhala jednání o možném setkání moskevského patriarchy Alexije II. s papežem Janem Pavlem II. Podle Úřadu Spojených států pro demokracii, lidská práva a práci obě církve vytvořily společnou pracovní skupinu, která se sešla v květnu a září 2004, aby projednala konkrétní problémy. Zástupci obou církví uvedli, že pracovní skupina přispěla ke zlepšení atmosféry. V srpnu 2004 Jan Pavel II. v rámci gesta smíření daroval Alexiji II. kopii ikony Kazaňské Panny Marie z 18. století. V dubnu 2005 Jan Pavel II. zemřel a papežem Benediktem XVI. byl zvolen kardinál Joseph Ratzinger. V dubnu 2005 navrhl biskup RPC Hilarion Alfejev jako předseda Zastoupení ruské pravoslavné církve při evropských institucích „evropskou katolicko-pravoslavnou alianci“. V květnu 2005 navrhl kardinál Walter Kasper svolat „synodu smíření“ k 1000. výročí koncilu v Bari v roce 2098 a navrhl spojenectví s pravoslavnými a protestanty proti sekularismu. Toto spojenectví by si podle Kaspera „vzájemně pomáhalo ve prospěch společných hodnot, kultury života, důstojnosti osoby, solidarity a sociální spravedlnosti, míru a ochrany stvoření“. V květnu se tehdejší metropolita Kirill setkal ve Vatikánu s Benediktem XVI. a zdůraznili své odhodlání spolupracovat. Možnost setkání Kirilla (zvoleného patriarchou v roce 2009) s Benediktem XVI. se zkoumala již před Benediktovým odchodem do emeritury v březnu 2013 a Benedikt se s budoucím patriarchou Kirillem setkal v Římě v roce 2006, kdy byl Kirill předsedou Oddělení vnějších církevních vztahů Moskevského patriarchátu.

## Setkání v Havaně

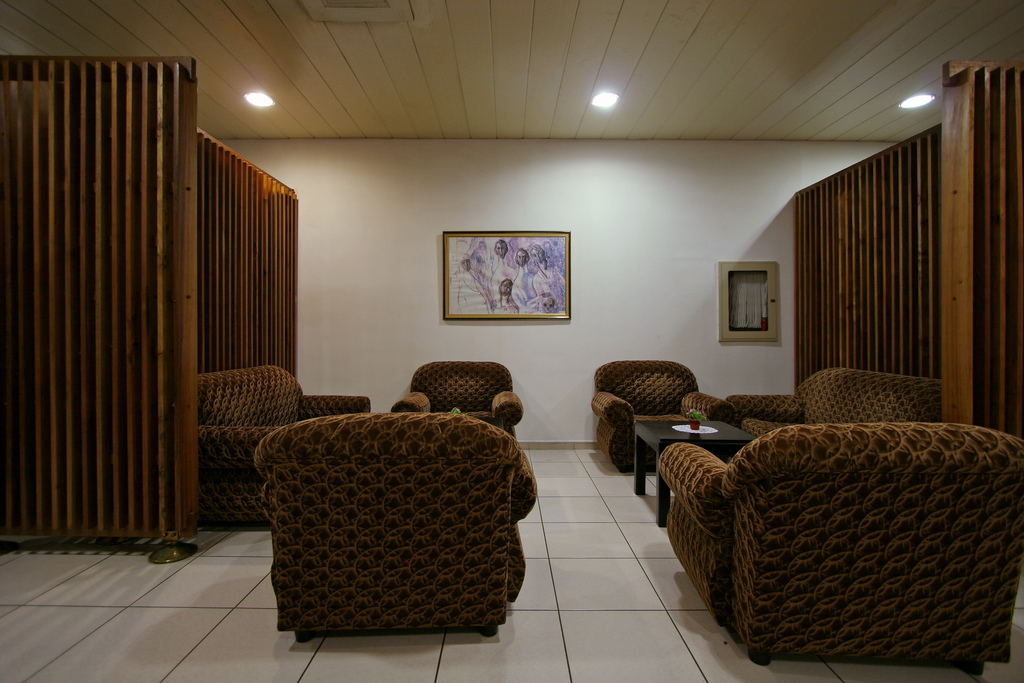
VIP salonek na letišti v Havaně

K uspořádání setkání Františka s Kirillem byly zapotřebí dva roky tajného plánování a měsíce podrobného vyjednávání. František byl ochoten se s Kirillem setkat a v listopadu 2014 prohlásil: „Půjdu, kamkoli budete chtít. Zavoláte mi a já pojedu.“ Souhlas ruské pravoslavné strany komplikovaly úzké vazby církve na ruský stát, který nedávno anektoval Krym a napadl Donbas, obě části Ukrajiny. V prohlášení moskevského patriarchátu před setkáním se uvádělo, že se dohodli „odložit vnitřní neshody“ a zaměřit se na osud pronásledovaných křesťanů. Požadavky na neutrální místo setkání splňovala Kuba, která je pro obě strany významnou lokalitou, neboť Řím ani Moskva by nebyly vhodné. 5. února 2016 bylo s týdenním předstihem oznámeno setkání, které bylo umožněno načasováním návštěv obou představitelů v regionu.
Setkání se konalo 12. února 2016 ve VIP místnosti na mezinárodním letišti José Martího nedaleko Havany na Kubě. František přiletěl ve 14 hodin místního času a oba vedoucí představitelé se objali a políbili. Po dvouhodinovém soukromém setkání následoval podpis jejich společného prohlášení, které bylo předem připraveno. Kirill byl v Havaně na oficiální návštěvě v rámci regionálního turné, které zahrnovalo návštěvu Brazílie a Paraguaye. Františkovo letadlo přistálo na letišti cestou na jeho turné po Mexiku.
Mezi kubánskými hodnostáři, kteří se této události zúčastnili, byli prezident Raúl Castro, kardinál Jaime Lucas Ortega y Alamino (arcibiskup římskokatolické arcidiecéze San Cristóbal de la Habana) a arcibiskup Dionisio García Ibáñez (z římskokatolické arcidiecéze Santiago de Cuba). Samotné setkání se konalo v soukromé místnosti a kromě kardinála Kurta Kocha, předsedy Papežské rady pro podporu jednoty křesťanů, a metropolity Hilariona Alfejeva, předsedy oddělení vnějších církevních vztahů moskevského patriarchátu, se ho zúčastnili překladatelé a asistenti obou představitelů.
Na závěr setkání došlo k výměně darů. František daroval Kirillovi kalich a relikviář svatého Cyrila z 9. století (pohřbeného v Římě). Kirill daroval Františkovi kopii ikony Kazaňské Panny Marie. Dalšími vyměněnými dary byly španělský překlad Kirillovy knihy Svoboda a odpovědnost (2011) a ruský překlad Františkovy encykliky Laudato si’ (2015).
V rozhovoru pro média několik dní po setkání patriarcha Kirill uvedl jako důvod „mocné síly“, které se takovému setkání brání (kromě obávaných pravoslavných věřících), že setkání muselo být připraveno v přísném utajení; zdůraznil také, že nebyla projednávána jediná teologická otázka.

## Společná deklarace
Společná deklarace byla zveřejněna Svatým stolcem v italštině, ruštině, angličtině, němčině, francouzštině, španělštině, portugalštině a arabštině. Ruská pravoslavná církev ji vydala v ruštině, angličtině, italštině, francouzštině, španělštině a ukrajinštině. Obsahovala 30 číslovaných oddílů na různá témata.
V první části prohlášení se děkuje za toto setkání, „první v dějinách“, a představitelé se označují za „bratry v křesťanské víře“. Ve druhé a třetí části se hovoří o místě jejich setkání na Kubě jako o „křižovatce severu a jihu, východu a západu“ a vyjadřuje se radost z růstu křesťanství v Latinské Americe. Oddíly 4–6 vyjadřují jejich názory na společnou duchovní tradici („první tisíciletí křesťanství“) a naději, že jejich setkání „může přispět k obnovení této Bohem chtěné jednoty“.
Oddíly 7–21 se zabývají „výzvami současného světa“. K tématům, o nichž se hovoří, patří pronásledování křesťanů na Blízkém východě a v severní Africe, dopady občanské války, chaosu a teroristického násilí, exodus křesťanů ze Sýrie a Iráku a utrpení, které zažívají věřící jiných náboženských tradic. V prohlášení se hovoří o obnově křesťanské víry v Rusku a východní Evropě a o „zpřetrhání okovů militantního ateismu“, o vzestupu sekularismu, kapitalismu, konzumerismu, ekonomické a sociální nerovnosti, o migrantech a uprchlících a o místě křesťanství v procesu evropské integrace. V dalších částech se zdůrazňuje význam rodiny a manželství mezi jedním mužem a jednou ženou a jejich obavy týkající se potratů, eutanazie a „biomedicínské reprodukční technologie“.
Otázky rozkolu v pravoslavné komunitě na Ukrajině, konfliktu mezi ukrajinskými katolíky a pravoslavnými křesťany a politické situace na Ukrajině jsou zmíněny v oddílech 25–27.
Závěrečné části vyzývají katolíky a pravoslavné, aby „bratrsky spolupracovali při hlásání radostné zvěsti o spáse“ a „vydávali společné svědectví o Duchu pravdy v těchto těžkých časech“.
Prohlášení je zakončeno modlitbou k Marii, která je vzývána pod jmény „Blahoslavená Panna Maria“ a „Svatá Matka Boží“.

## Komentáře a reakce
Komentátoři zpravodajských médií, kteří většinou nebyli informováni o zásadních skutečnostech týkajících se historie křesťanství v Rusku a měli sklon k senzacechtivosti, označili setkání za „historické“, „bohatě symbolické“ a za „setkání tisícileti“. Analytici také vyjadřují názor, že setkání mělo geopolitický rozměr, neboť šlo o soupeření mezi pravoslavnými představiteli, dlouhodobé napětí v ukrajinském pravoslaví a o prosazování vlivu Ruska na světové scéně ruským prezidentem Vladimirem Putinem, motivované jeho kroky v Sýrii a na Ukrajině. Celkově se neočekávalo, že by setkání „vedlo k nějakému okamžitému sblížení mezi východními a západními církvemi“.
Kirill čelí kritice za svou politiku, která sbližuje ruskou pravoslavnou církev s ruským státem. V ruských prezidentských volbách v roce 2012 podpořil Vladimira Putina a přirovnal Putinovo prezidentství k „zázraku od Boha“. Jurij Avvakumov, docent teologie na univerzitě Notre Dame, popisuje moskevský patriarchát jako „nástroj ruské mezinárodní politiky účinný vysílač politických zájmů ruských vládců po celém světě.“ Názor, že setkání bylo motivováno vnitřní pravoslavnou politikou, vyjádřil George Demacopoulos, řecko-pravoslavný předseda katedry pravoslavných studií na Fordhamově univerzitě v New Yorku: „Tohle není benevolence. Není to nově objevená touha po jednotě křesťanů. ... Jde téměř výhradně o (Kirillovo) pózování a snahu prezentovat se jako vůdce pravoslaví“.
Podobně se vyjadřuje i Borys Gudziak (ukrajinský katolický eparchiální biskup v Paříži), který tvrdí, že „oba protagonisté tohoto dramatu k němu přicházejí s rozdílným dědictvím. František stojí v čele miliardy katolíků a je jedinou nejuznávanější morální autoritou na světě. Kirill je hlavou ruské pravoslavné církve, která stále kulhá po století pronásledování a stále hledá svůj morální hlas v postsovětské ruské společnosti.“ Gudziak také upozornil na vnitřní napětí v pravoslaví a na to, že nezávislá ukrajinská pravoslavná církev by výrazně omezila moc ruské pravoslavné církve. Poukázal na napětí vyplývající z blížícího se červnového všepravoslavného koncilu, který se bude konat poprvé po staletích. Kromě toho může patriarcha Kirill čelit odporu konzervativních skupin v ruském pravoslaví, které se staví proti užším vazbám s katolickou církví.
Americký jezuitský kněz Robert F. Taft připisuje novému přístupu Františka zásluhu na vytvoření podmínek potřebných pro setkání a soudí, že „Rusko začíná chápat, že katolická církev je vnímá jako sesterskou církev, nikoli jako někoho, kdo se oddělil od jediné skutečné církve.“ New York Times uvádí, že pro Františka „bylo setkání ekumenickým a diplomatickým převratem, který unikl jeho předchůdcům“, ale že by mohl čelit kritice za nepřímé poskytnutí podpory ruské vojenské intervenci v Sýrii a na Ukrajině. Zpráva agentury Associated Press uvádí, že setkání „upevnilo Františkovu pověst riskantního státníka, který si cení dialogu, budování mostů a sbližování téměř za každou cenu“, ale dodává, že „se také stal terčem kritiky za to, že se v podstatě nechal využít Ruskem, které se touží prosadit“. Když byl František dotázán na možnost, že jako první papež navštíví Rusko a Čínu, ukázal na své srdce a řekl: „Čína a Rusko, mám je tady. Modlete se.“
Podle týdeníku The Economist bylo toto setkání diplomatickým vítězstvím ruské vlády: „Papežovo setkání s ruským protějškem Františka vtáhlo hluboko do geopolitiky a vedlo ho ke schvalování ruské zahraniční politiky a kritice té západní způsobem, který rozzuřil některé příznivce katolické církve“.
Arcibiskup maior Svjatoslav Ševčuk z ukrajinské řeckokatolické církve říká, že byl zklamán a členové jeho církve se cítí „Vatikánem zrazeni“ kvůli postoji k prohlášení o Ukrajině. Nicméně Ševčuk žádá, „aby všichni nespěchali s hodnocením [Františka], aby nezůstávali na úrovni reality těch, kteří od tohoto setkání očekávají pouze politiku a chtějí za každou cenu využít pokorného papeže pro své lidské plány. Pokud nevstoupíme do duchovní reality Svatého otce a nebudeme spolu s ním rozeznávat působení Ducha svatého, zůstaneme v zajetí knížete tohoto světa a jeho stoupenců.“ Nuncius na Ukrajině Claudio Gugerotti vyzval k trpělivosti a naznačil, že prohlášení je kompromisním prohlášením.
Prohlášení kritizovala také Ukrajinská pravoslavná církev Kyjevského patriarchátu, která uvádí, že prohlášení ignoruje názor a postoj Ukrajinské řeckokatolické církve a protestuje proti tomu, že v prohlášení nebylo uvedeno, že válka na Donbase byla ruskou vojenskou intervencí na Ukrajině. 18. února 2016 František na tiskové konferenci vysvětlil, že otázky typu, kdo začal „válečný stav na Ukrajině“, jsou „historickým problémem“.

## Reakce uvnitř RPC
Podle oficiálních dokumentů RPC je nejdůležitějším cílem Pravoslavné církve, pokud jde o nepravoslavná vyznání, obnovení Bohem přikázané jednoty křesťanů: č. 2.1 Lhostejnost k tomuto úkolu nebo jeho odmítání je hříchem proti Ježíšovu příkazu jednoty: č. 2.2 Mezi povinnosti Svatého synodu patří „vyhodnocovat významné události v mezicírkevních, mezikonfesních a mezináboženských vztazích,“: kap. 5 čl. 2. 25 § h „udržovat mezikonfesní a mezináboženské vztahy,“: kap. 5 čl. 25 § i „koordinovat činnost“ ŘKC „v jejím úsilí o dosažení míru a spravedlnosti“,: kap. 5 čl. 25 § j a „vyjadřovat pastorační zájem o sociální problémy“.: kap. 5 čl. 25 § k
Někteří členové RPC nicméně zpochybnili pravověrnost setkání Františka a Kirilla a příprav RPC na všepravoslavný koncil v roce 2016. V Bělorusku, Moldavsku a Ruské federaci jsou „někteří náboženští nacionalisté“, které setkání Františka a Kirilla „vyburcovalo k akci“, a „někteří konzervativní duchovní a kláštery reagovali na setkání a společné prohlášení ,tím, že se přestali veřejně modlit za Kirillaʻ.“ Kirill reformoval správu RPC a upevnil autoritu patriarchy RPC. Podle Sergeje Čapnina (Сергей Валерьевич Чапнин) Kirill „nemá v episkopátu žádné zjevné nepřátele“, ale nepřáteli jsou některé „okrajové postavy“ v kléru. Někteří kněží RPC Kirilla kritizují a označují jeho činy za heretické. Například arcikněz Vladislav Jemeljanov řekl, že setkání Františka a Kirilla „vyvolává pocit zrady“ a že Kirill ničí konciliaritu v RPC tím, že nejprve vyměnil místní synodní biskupy a pak se v tak závažné věci neporadil s ostatními biskupy. To byl podle Jemeljanova názoru „jasný papismus“. Irkutská eparchie označila Jemeljanovovo prohlášení za „škodlivé a nerozumné.“ Kněz Alexej Morozov prohlásil, že RPC je na pokraji rozkolu, a vyzval členy RPC k nesouhlasu dvěma způsoby: návštěvou „chrámů, kde se kněží přísně drží zásad křesťanství a nepřijímají herezi papežství a ekumenismu“, a žádostí, aby moskevský patriarchát svolal Místní koncil Ruské pravoslavné církve, která by odsoudila to, co Morozov považuje za herezi. Podle serveru newsru.com nejsou pocity vyjádřené Jemeljanovem a Morozovem senzacechtivostí, ale existují i mezi některými členy RPC. Čapnin poukazuje na to, že „existují fundamentalistické skupiny, radikálně pravoslavně naladěné, které odsuzují jakékoliv sblížení“ mezi RPC a katolickou církví. Čapnin se domnívá, že fundamentalistická rétorika je „velmi emocionální a málo podstatná“.
Svatý synod Moldavské pravoslavné církve zveřejnil výzvu adresovanou těm, kteří vynechávají Kirilla ve svých veřejných modlitbách.
Kirilův mluvčí, kněz Alexandr Volkov (Александр Александрович Волков), uvedl, že tyto reakce pramení z toho, že lidé plně nepochopili, k čemu došlo. Zástupce předsedy Oddělení pro vnější církevní vztahy Moskevského patriarchátu (OVCR), archimandrita Filaret Bulekov (Филарет Булеков), poznamenal, že „naprostá většina“ členů RPC přijala setkání a jeho výsledky pozitivně. Bulekov uvedl, že RPC nepřehlédla kritiku setkání František-Kirill ze strany některých pravoslavných a odpověděla na většinu otázek ohledně toho, co se stalo. Bulekov poznamenal, že ve většině případů se kriticky vyjadřovali stejní lidé a „nebýt tohoto setkání, byly by pro taková prohlášení jiné důvody“.
Metropolita Hilarion Alfejev řekl ruské tiskové agentuře TASS, že kritici dialogu, kteří považují nejednotu křesťanů za normální, zastávají mylný postoj vůči Ježíšovu příkazu v Jan 17, 20–23 (Kral, ČEP), aby všichni byli jedno. Alfejev upozornil, že tento příkaz byl porušen a tento stav je špatný a hříšný. Účel dialogu se odráží ve společném prohlášení a podle Alfejeva není určen k překonání rozdělení a rozdílů.
Metropolita Viktorin Kostenkov poukázal na to, že deklarace neobsahuje žádné doktrinální dohody nebo ústupky pravoslaví vůči katolicismu. Přítomnost západních světců ve východním pravoslavném liturgickém kalendáři, zdůrazňuje Viktorin, je důkazem tisícileté společné doktríny. Podle metropolity Merkucia Ivanova (Меркурий Иванов) deklaruje „společné křesťanské chápání hodnot“ spolu s „přáním následovat je“ a „netýká se dogmatických záležitostí“. „Bylo by velkou chybou,“ řekl Merkur, „přestat spolu hovořit a házet po sobě kameny“.

## 2019 setkání s ukrajinskou řeckokatolickou církví a obnovené napětí
Na začátku dvoudenního vatikánského setkání s ukrajinskými řeckokatolickými představiteli 5. července 2019 papež František naznačil, že podporuje obavy církve na Ukrajině, a vyzval k větší humanitární pomoci Ukrajině. Papež předtím na začátku roku 2019 také vyjádřil znepokojení nad rolí ruské pravoslavné církve v konfliktu na Ukrajině. 4. července 2019 papež František také prohlásil, že se nesetká s představiteli ruské pravoslavné církve, pokud by přijal pozvání do Ruska. Přestože má s ruským prezidentem Vladimirem Putinem v minulosti dobré vztahy, Putin, který se s papežem Františkem při této příležitosti „srdečně“ sešel, papeži rovněž prohlásil, že bez této podmínky papeže do Ruska nepozve. Během setkání 5. července papež František rovněž kritizoval pokusy ruské pravoslavné církve manipulovat také s „jinými náboženstvími“ na Ukrajině.